# Puerto Vallarta
Puerto Vallarta è una città del Messico centroccidentale, affacciata sull'Oceano Pacifico.

## Storia
Ufficialmente fondata il 12 giugno del 1851, la città, nota come meta turistica per americani del nord ed europei, nel 2014 aveva una popolazione di 221 200 abitanti.

## Infrastrutture e trasporti
La città è servita dall'Aeroporto Internazionale Lic. Gustavo Díaz Ordaz.

## Amministrazione

### Gemellaggi
- Santa Barbara
- Gijón
- Londra
- Acapulco